# Faro di Puerto de la Cruz
Il Faro di Puerto de la Cruz si trova nei pressi del piccolo porto del comune di Puerto de la Cruz da cui prende il nome, sull'isola spagnola di Tenerife, nell'arcipelago delle Canarie.

## Struttura
Si tratta di una torre in metallo a struttura aperta (skeletal tower, in inglese) ed a pianta quadrata. Nella base si trova un piccolo fabbricato di servizio ad un piano da cui una scala aperta a cinque rampe sale avvolgendosi intorno ad una colonna centrale dipinta di rosso, fino ad arrivare ad una camera superiore interamente tamponata con vetrocemento. In cima alla torre, all'esterno, si trova il gruppo ottico.

## Segnale
La lanterna ad ottica rotante modello DBH-500 è stata fabbricata da La Maquinista Valenciana (LMV), una impresa spagnola specializzata in ausili alla navigazione.
Il faro è telecontrollato dal personale della sezione Faros y Señales Marítimas della Autoridad Portuaria de Santa Cruz de Tenerife.
L'alimentazione è fornita dalla rete elettrica, ma il faro dispone di un gruppo di continuità per ovviare a temporanee interruzione della fornitura.